# سرای دودر

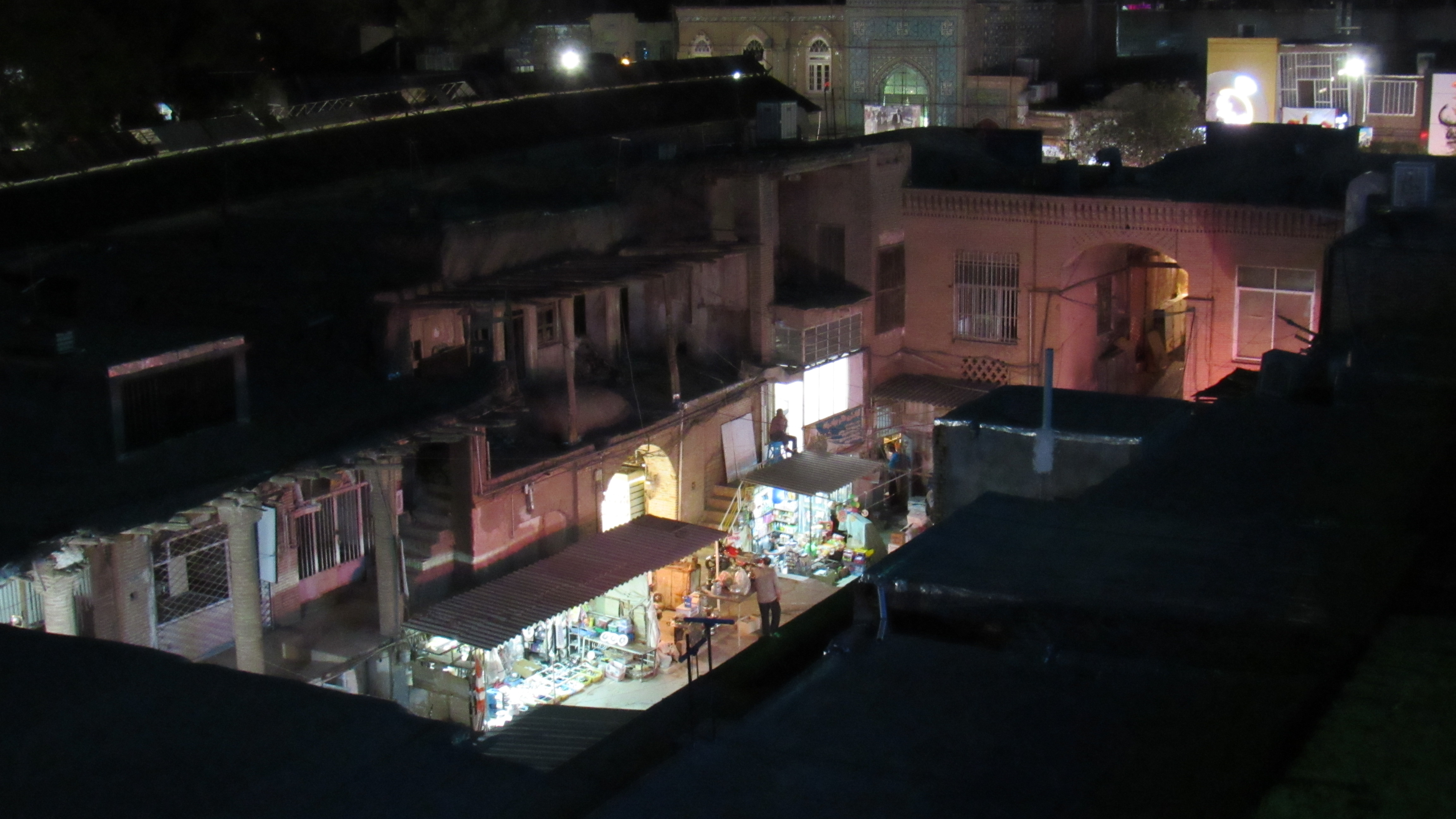
سرای دودرب در شب

سرای دودر مربوط به دوره قاجار است و در سبزوار، خیابان بیهق، ضلع غربی مسجد جامع واقع شده و این اثر در تاریخ ۸ مرداد ۱۳۸۱ با شمارهٔ ثبت ۵۹۶۵ به‌عنوان یکی از آثار ملی ایران به ثبت رسیده است.